# Philamlife Tower

La Philamlife Tower es un rascacielos de oficinas situado en Makati, Gran Manila, Filipinas. Fue promovido por Philam Properties Corporation, rama inmobiliaria de The Philippine American Life and General Insurance Company (Philamlife), que también es el dueño del edificio. Con una altura de 200 metros, es actualmente el 7º edificio más alto de Makati, y el 14º edificio más alto del Gran Manila y de Filipinas. Tiene 48 plantas, y cinco sótanos de aparcamiento.

## Localización
El edificio se sitúa en el distrito financiero de Makati, en el Paseo de Roxas Avenue, a solo unos metros de su intersección con Ayala Avenue. La parcela, justo enfrente del Ayala Triangle, ofrece una gran oportunidad de aprovechar vistas del Gran Manila. Está a un paseo de la mayor parte de los edificios de oficinas de Makati, incluido el más alto del país, la PBCom Tower, y centros de ocio como Glorietta, Greenbelt y Ayala Center.

## Diseño
La Philamlife Tower fue diseñada por la firma de arquitectura local W.V. Coscolluela & Associates, que tenían a la renombrada firma internacional Skidmore, Owings & Merrill, LLP como consultores de diseño. La empresa americana Turner International y la empresa local Jose Aliling & Associates fueron los administradores del proyecto y la construcción, mientras que el contratista general fue EEI Corporation.
Fue concebido y diseñado como un edificio de oficinas inteligente de primera clase, cuyos elementos arquitectónicos son generados por el contexto cultural y climático de Filipinas, y la posición de Manila en la economía mundial.
El edificio de 48 plantas cuenta con grandes plantas libres de columnas, y un muro cortina de cristal, aluminio y granito. La torre está incorporada al sistema de protectores solares horizontales, aletas verticales, luces, iluminación de la corona y rejas de los balcones. En la fachada del edificio se usó ampliamente revestimiento fijado superficial y profundamente. Las fachadas de la entrada usaban escaparates con espejos de acero inoxidable, cubiertos con toldos funcionales esculpidos con un acabado exquisito. Esto hace a Philamlife Tower un referente en diseño y funcionalidad de los exteriores.

## Servicios
Sus muchos servicios incluyen suelo elevado con espacio debajo del suelo para cableado, sistemas avanzados de cableado, sensores de aparcamiento automáticos, muro cortina de doble panel, gestión del edificio y sistema de acceso por tarjeta, aire acondicionado 24 horas, 16 ascensores de alta velocidad y un helipad. También tiene ocho oficinas en esquina por planta, un club privado y una cafetería para los ocupantes.
La Philamlife Tower contiene 60 000 m² de espacio de oficinas alquilable, un exclusivo club privado, dos importantes salones bancarios y servicios de apoyo.
Tiene también el The Tower Club, un club de negocios privado para altos ejecutivos en las plantas 33 y 34. El Club tiene una sala de juntas, seis salas para reuniones o cenas privadas, dos restaurantes de primera clase y un bar de estándares internacionales, todos los cuales son perfectos para hacer negocios o relajarse. El Club también incluye un gimnasio y un spa para que los miembros disfruten de un momento de tranquilidad en medio del estrés del día.